# Tabaksteuer
Tabaksteuer wird in vielen Ländern auf Tabakwaren aller Art erhoben. Sie ist eine indirekte Steuer und eine Verbrauchsteuer.
Die erste Erhebung der Tabaksteuer in Europa erfolgte auf Anordnung des englischen Königs Jakob I. im Jahr 1604. Im selben Jahr hatte er mit der Streitschrift A Counterblaste to Tobacco seine Abneigung gegen den Tabakkonsum ausgedrückt.
Die Tabaksteuer hat zwei Gesichter. Aus Sicht der Finanzpolitik soll sie möglichst viele Steuergelder zur Deckung des Staatshaushaltes einbringen, während die Gesundheitspolitik darin eine Lenkungssteuer sieht, die eine Senkung des Konsums bewirken soll. Zwischen diesen beiden politischen Zielrichtungen besteht also ein Interessenkonflikt bezüglich des erwünschten Tabakkonsums.
In den letzten Jahren wurde die Tabaksteuer in verschiedenen Staaten deutlich angehoben. Weltweit werden jährlich ca. 137 Mrd. EUR über die Tabaksteuer eingenommen.
Ob der Einzug einer Tabaksteuer einen positiven Einfluss auf den Staatshaushalt hat, hängt auch von den durch das Rauchen verursachten Kosten ab. Ist der Staat beispielsweise auch am Gesundheitswesen beteiligt, so müssen zur korrekten wirtschaftlichen Betrachtung der Tabaksteuer auch die medizinischen Ausgaben zur Diagnose und Behandlung von Raucherleiden beachtet werden. Ebenso führt durch Rauchen verursachte Arbeitsunfähigkeit zu Steuerausfällen. Andererseits sind derartige Vergleichsrechnungen umstritten, weil den Mehrkosten im Gesundheitswesen und den Einnahmeausfällen meist nur die Tabaksteuer gegenübergestellt wird, nicht aber die Entlastungen der Rentenkassen durch die um rund sieben bis acht Jahre verkürzte Lebenserwartung der Raucher. Außerdem müssen auch die Kosten berücksichtigt werden, die zur Bekämpfung des Zigarettenschmuggels aufgebracht werden müssen; bei einer Erhöhung der Tabaksteuer steigt in der Regel der Prozentsatz geschmuggelter Tabakwaren an.
Eine Studie aus 2017 kam zu dem Schluss, dass durch höhere Zigarettenpreise die Säuglingssterblichkeit sinkt. Untersucht wurden dabei die Entwicklungen in 23 EU-Ländern zwischen 2004 und 2014, in denen die Tabaksteuer angehoben wurde. Ein Euro erhöhter Packungspreis führte demnach zu einer Abnahme der Säuglingstodesfälle um 0,23 pro 1000 Lebensgeburten im ersten Jahr des Preisanstiegs.